# غابرييل ماجني
غابرييل ماجني (مواليد 3 ديسمبر 1973) هو مبارز بالسيف إيطالي، مثّل بلاده في الألعاب الأولمبية الصيفية 2000.

## روابط خارجية
غابرييل ماجني على موقع الاتحاد الدولي للمبارزة (الإنجليزية)
- غابرييل ماجني على موقع أوليمبيديا (الإنجليزية)
- غابرييل ماجني على موقع اللجنة الأولمبية الإيطالية (الإيطالية)
- غابرييل ماجني على موقع CONI honoured athlete website (الإيطالية)